# محمود غارييف
محمود أحمدوفيتش غارييف (بالروسية: Махмут Ахметович Гареев)‏، (بالتتارية: Мәхмүт Әхмәт улы Гәрәев)‏ (ولد في 23 يونيو 1923 - 25 ديسمبر 2019) هو قائد مؤرخ وعالم عسكري مسلم سني برتبة مشير بالجيش الروسي، عمل كنائب سابق لرئيس الأركان العامة للقوات المسلحة السيوفيتية. كان رئيس الأكاديمية الروسية للعلوم العسكرية، وحاصل على درجة دكتوراه في التاريخ والعلوم العسكرية.
كان قائدًا مخضرمًا في الحرب العالمية الثانية، وعمل طوال فترة حياته المهنية في الجيش السوفيتي بدءًا من ملازم في بداية الحرب (بعد تخرجه من المعهد العالي لقيادة الأسلحة المشتركة في طشقند في عام 1941) والوصول إلى رتبة فريق أول في السبعينيات.
وشملت مناصبه أيضا منصب المستشار العسكري لرئيس مصر في في السبعينيات ولمحمد نجيب الله رئيس جمهورية أفغانستان الديمقراطية في الفترة من 1989-1991.
شارك غارييف في العمل في التاريخ العسكري منذ خمسينيات القرن العشرين، وقد ألف العديد من الكتب إما بنفسه أو كرئيس تحرير للأعمال الجماعية. تمت ترجمة بعض كتبه ومقالاته ونشرها إلى اللغة الإنجليزية.

## سيرة ذاتية جزئية
- General Gareev, "If War Comes Tomorrow?: The Contours of Future Armed Conflict (Cass Series on Soviet Military Theory and Practice)" (Paperback), Routledge, 1998, (ردمك 0-7146-4368-8)
- Makhmut Akhmetovich Gareev, "M.V. Frunze, Military Theorist" (Hardcover), Macmillan, 1988, (ردمك 0-08-035183-2)
- M. A. Gareev, "Marshal Zhukov: Velichie i unikalnost polkovodcheskogo iskusstva", Vostochnyi universitet, 1996, (ردمك 5-87865-109-2)
- M. A. Gareev, "Neodnoznachnye stranitsy voiny: Ocherki o problemnykh voprosakh istorii Velikoi Otechestvennoi voiny", "RFM", 1995, (ردمك 5-88793-001-2)
- M. A. Gareev, "Konturen des bewaffneten Kampfes der Zukunft: Ein Ausblick auf das Militarwesen in den nachsten 10 bis 15 Jahren (Schriftenreihe des Bundesinstituts fur ... und Internationale Studien, Koln)", Nomos; 1. Aufl edition (1996), (ردمك 3-7890-3938-1)
- M. A. Gareev, "Moia posledniaia voina: Afganistan bez sovetskikh voisk", INSAN, 1996, (ردمك 5-85840-277-1)